# Rugby en los Juegos del Pacífico Sur 1979
El Rugby en los Juegos del Pacífico Sur 1979 se disputó en Fiyi, participaron 8 selecciones de Oceania.

## Resultados

### Grupo A
| Pos | Países             | Partidos | Partidos | Partidos | Partidos | Pts |
| Pos | Países             | J        | G        | E        | P        | Pts |
| --- | ------------------ | -------- | -------- | -------- | -------- | --- |
| 1   | Fiyi               | 3        | 3        | 0        | 0        | 6   |
| 2   | Nueva Caledonia    | 3        | 2        | 0        | 1        | 4   |
| 3   | Papúa Nueva Guinea | 3        | 1        | 0        | 2        | 2   |
| 4   | Wallis y Futuna    | 3        | 0        | 0        | 3        | 0   |

### Grupo B
| Pos | Países        | Partidos | Partidos | Partidos | Partidos | Pts |
| Pos | Países        | J        | G        | E        | P        | Pts |
| --- | ------------- | -------- | -------- | -------- | -------- | --- |
| 1   | Tonga         | 3        | 3        | 0        | 0        | 6   |
| 2   | Samoa         | 3        | 2        | 0        | 1        | 4   |
| 3   | Islas Salomón | 3        | 1        | 0        | 2        | 2   |
| 4   | Tahití        | 3        | 0        | 0        | 3        | 0   |

## Fase final

### Semifinales
| Septiembre 1979 | Fiyi | 16 - 13 | Samoa |  |  |

| Septiembre 1979 | Nueva Caledonia | 3 - 58 | Nueva Caledonia |  |  |

### Medalla de bronce
| Septiembre 1979 | Nueva Caledonia | 9 - 8 | Samoa |  |  |

### Medalla de oro
| Septiembre 1979 | Fiyi | 3 - 6 | Tonga |  |  |